# Шейх Илахи хамам
Шейх Илахи хамам (на гръцки: Λουτρό του Σεΐχη Ιλαχή) е хамам, обществена баня, в град Енидже Вардар, Гърция.
Хамамът на Шейх Илахии датира от началото на XV век. Разположен е до Шейх Илахи джамия в западния край на града, на територията на бившите казарми Капсалис. Построен е както и джамията от внука на Евренос Ахмед бей Евреносоглу и даден на шейх Илахи от ордена на дервишите. Според пътешественика от XVII век Евлия Челеби е една от трите обществени бани на града. Според Евлия Челеби банята се отличава със своите лечебни свойства, които се основават на магически камъни на Моисей.
В архитектурно отношение е каменен градеж с междинни тухлени фризове. Отгоре има тухлени сводести конструкции с дупки за осветление. Покритието е направено с плочи. Днес са запазени топлото и студеното помещение и след разкопки са разкрити части от съблекалнята.
След 1912 г., когато градът попада в Гърция, банята се използва периодично. Със създаването на военен лагар в района, в който попада и банята, тя започва да се руши. Днес казармите са премахнати и банята е общинска собственост.
В 1990 година хамамът заедно със съседната Шейх Илахи джамия е обявен за паметник на културата.